# Fritz Schopps
Fritz Schopps (* 18. November 1946; † 5. Juni 2022) war ein deutscher Karnevalist und Büttenredner, der im Kölner Karneval als Et Rumpelstilzche bekannt wurde.

## Leben
Fritz Schopps studierte Mathematik, Anglistik und Geschichtswissenschaft auf Lehramt und unterrichtete als Lehrer der  Willy-Brandt-Gesamtschule in Köln-Höhenhaus.
Einem breiten überregionalen Publikum wurde Schopps durch sein Engagement im Karneval bekannt. Zusammen mit Jürgen Bachem und Walter Heilmann gründete er die Musikgruppe Ärm Söck, die mit Titeln wie Ananas un ne Kölsch vum Fass und Ich will e ne Auto mit e nem schwaze K auftrat. Ab 1983 trug er als Büttenredner in der Figur des Rumpelstilzche (auch: Rumpelstilzje) mit breitkrempigem Filzhut die „neuesten Nachrichten aus dem Märchenwald“ vor, entwickelte sich zu einem der prägenden Gesichter des Kölner Karnevals und wurde durch Fernsehübertragungen bundesweit bekannt. Die Kölnische Rundschau nannte Schopps in einem Artikel vom 23. Januar 2012 einen „der bekanntesten Redner des Kölner Karnevals“. Schopps war Ehrenvorsitzender des Klubs Kölner Karnevalisten 1950 e. V.
Seit 2002 ist Schopps Träger des Ehrentitels Magister linguae et humoris Coloniensis (Meister der kölschen Sprache und des kölschen Humors) des Karnevalsvereins KG Fidele Aujusse Blau-Gold vun 1969 e. V. Fritz Schopps starb im Juni 2022 nach kurzer, schwerer Krankheit im Alter von 75 Jahren. Sein Sohn Martin Schopps tritt ebenfalls im Karneval auf.

## Ehrungen
- 1999: Närrischer Oskar in Gold des Express[10]
- 2002: Magister linguae et humoris Coloniensis